# Thottea anthonysamyi
Thottea anthonysamyi är en piprankeväxtart som beskrevs av T.L.Yao. Thottea anthonysamyi ingår i släktet Thottea och familjen piprankeväxter. Inga underarter finns listade i Catalogue of Life.